# Гоцело II (герцог Нижньої Лотарингії)
Гоцело (Гоцелон, Гозелон) II Безсильний (нім. Gotzelo II.; фр. Gothelon II; 1008 — 1046) — 5-й герцог Нижньої Лотарингії в 1044—1046 роках.

## Життєпис
Походив з Арденнського дому, його Верденської гілки. Другий син Гоцело I, герцога Верхньої і Нижньої Лотарингії. Його матір'ю можливо була Уррака Іврейська. Народився 1008 року.
Про нього замало відомо. У 1044 році після смерті батька, імператор Генріх III розділив Лотарингію, передавши Нижньолотаринзьке герцогство Гоцелу II. Втім той за низкою відомостей був розумово відсталим або хворим на іншу хворобу. За іншою версією не міг дати раду місцевим феодалам, що ставали все більш самостійними.
Тому регентом при ньому був старший брат Готфрід. Втім вже 1046 року імператор передав герцогство Нижня Лотарингія Фрідріху Люксембурзькому. Того ж року помер або загинув Гоцело II, можливо внаслідок невдалого заколоту.